# José Pierre
José Pierre (* 1927 in Bénesse-Maremne, Landes; † 7. April 1999 in Paris) war ein französischer Kunsthistoriker und Erzähler, der nach dem Zweiten Weltkrieg zu den Mitgliedern der Gruppe der Surrealisten um André Breton zählte.

## Leben und Werk
Pierre sammelte akribisch Material aus der Geschichte der surrealistischen Gruppe, um ein Archiv über die unbekannte Historie der Bewegung des Surrealismus anzulegen. Aus seiner Sammlung gab er unter anderem die Protokolle der Gespräche der Surrealisten über Sexualität heraus, die 1993 auch in deutscher Sprache erschienen. „Auch die Surrealisten aus dem inneren Zirkel um Andre Breton saßen eines Tages beisammen, um sich über sexuelle Erfahrungen auszutauschen. Doch was sie im Sinne hatten, war alles andere als eine feuchtwarme Potenz-Verbrüderung. Sie veranstalteten ein "jeu de la vérité", einen Frage- und Antwortreigen von so ungeschützter und provozierender Offenheit, wie sie selbst für das an rüdem sexuellen Palaver überfüllte 20. Jahrhundert beispiellos ist. Und weil das Enthüllungsspiel nicht dem schlüpfrigen Ergötzen, sondern einer kruden Wahrheitsfindung diente, ließen sie ihre Aussagen zur Veröffentlichung protokollieren.“
José Pierre wirkte zu Lebzeiten auch in den deutschen Sprachraum hinein. So war er mit dem österreichischen Philosophen Volker Zotz befreundet, für dessen Biografie über André Breton er ein Vorwort zur französischen Ausgabe lieferte.

## Werke

### Sachbücher
- Le Futurisme et le dadaïsme, 1966
- Le Cubisme, 1966
- Le Surréalisme, 1967
- Domaine de Paalen, Paris, Éditions Galanis, 1970
- Le Surréalisme aujourd'hui, 1973
- Dictionnaire du Pop Art, 1975
- Tracts surréalistes et déclarations collectives 1922-1969, Éric Losfeld, 1980–1982
- L'Univers surréaliste, Somogy, 1983
- L'Aventure surréaliste autour d'André Breton avec Robert Lebel, Filipacchi, 1986
- André Breton et la peinture, Cahiers des avant-gardes, Lausanne, L’Âge d'Homme, 1987
- L'Univers symboliste, fin-de-siècle et décadence, 1991

### Erzählende Literatur
- Les travaux d'Alexandre, 1950
  - Deutsch: Die Lust am Widerstand. Übersetzt von Anke Leifheit. Rowohlt, Reinbek bei Hamburg 1987, ISBN 3-499-15873-6.
- Qu'est-ce que Thérèse ? C’est les marronniers en fleurs, Paris, Le Soleil Noir, 1974 - rééd. coll. Lectures Amoureuses, La Musardine, 2009
  - Deutsch: Thérèse oder Die Kastanienblüte. Übersetzt von von Erika Klewer und Karl A. Klewer. Rowohlt, Reinbek bei Hamburg 1978, ISBN 3-498-05231-4.
- La charité commence par un baiser, 1980
  - Deutsch: Operation Medusa. Übersetzt von Ralph Zucker. Rowohlt, Reinbek bei Hamburg 1988, ISBN 3-499-12183-2.
- Eva, Viviane et la fée Morgane, 1980
  - Deutsch: Rosa Autostop. Übersetzt von Jürgen Abel. Rowohlt, Reinbek bei Hamburg 1980, ISBN 3-499-14605-3 (Übersetzung von La fee morgane).
- La haine des plages, 1980
  - Deutsch: Die Strandnymphe. Übersetzt von Sara Pitti. Rowohlt, Reinbek bei Hamburg 1980, ISBN 3-499-14987-7.
- Gauguin aux Marquises, 1982
  - Deutsch: Das Gold ihrer Körper. Übersetzt von Nils Henning von Hugo. Rowohlt, Reinbek bei Hamburg 1987, ISBN 3-499-15972-4.
  - Deutsch: King size. Übersetzung von Anke Leifheit.  Reinbek bei Hamburg 1986, ISBN 3-499-15705-5.
- La Fontaine close, les secrets d'une secte politique inconnue, 1988
- Le dernier tableau, éd. Blanche, 2001